# Плавишко сражение (1912)
 Тази статия е за битката през Балканската война.  За тази през Илинденско-Преображенското въстание вижте Плавишко сражение (1903).  
Плавишкото сражение при Черни връх и Плавица е битка между чети на Вътрешната македоно-одринска революционна организация с османски войски през Балканската война.
Още на 5 октомври 1912 година четите на Славко Абазов, Дончо Ангелов и Стоян Мишев преминават границата с Османската империя и в следващите дни дават няколко сражения на османските части. На 9 октомври 1912 година четата на Абазов заедно с 300 души българска милиция освобождава Кратово и го предава по последвалия я сръбски 14-и полк. 14-и полк тръгва за село Крилатица, а четата на Абазов и милицията заемат Черни връх и спират настъпващите откъм Овче поле османски войски. На 11 октомври на Черни връх са четите на Абазов, Дончо Ангелов, Тодор Оровчанов, Спиро Дильов и Петър Лесев с милиция, подкрепени от части от Тимошката дивизия и на 12 октомври преди пладне турците отстъпват, като губят две батареи и припаси.